# Fireclaw
Fireclaw Ukraine (укр. Фаеркло Україна) — українське видавництво коміксів у жанрах стімпанк, наукової фантастики та фентезі. Видавництво видає авторські комікси й українські переклади всесвітньо відомих проєктів. «Fireclaw» видає переклади коміксів українською за офіційною ліцензією Marvel Comics, IDW Publishing, Dark Horse Comics та Sergio Bonelli Editore.

## Історія
Компанію було засновано у лютому 2015 року[джерело?].
З 2018 року видає переклади коміксів українською за офіційною ліцензією американського видавництва коміксів Marvel Comics, зокрема, видавництво видає перші в історії україномовні комікси про «Людину-павука». Українські читачі схвально відгукнулися про появу коміксів Marvel українською, але дорікнули видавництву відсутністю першого номера серії (видавництво почало друкувати серію про Людину-павука відразу з Vol. 4 серії).
З 2018 року видає переклади коміксів українською за офіційною ліцензією італійського видавництва коміксів Sergio Bonelli Editore, зокрема видавництво видає перші в історії україномовні комікси про «Пригоди Драгонеро» тощо.
З 2019 року видає переклади коміксів українською за офіційною ліцензією американських видавництв коміксів IDW Publishing та Dark Horse Comics[джерело?].

### Marvel Comics
У лютому 2018 року, видавництво випустило перший випуск серії «The Amazing Spider-Man» (а саме серія 2015 року — Vol. 4), не перекладаючи назву українською й залишивши англомовну назву «Spider-Man». Відтоді «The Amazing Spider-Man»виходить щомісяця у виді простої журнальної серії.[джерело?]
У серпні 2018 року, після 6 місяців випуску серії Павуччо, видавництво анонсувало вихід коміксів про інших героїв Marvel, зокрема перший том-збірку — «Старий Лоґан: Берсеркер», який було представлено на Comic Con Ukraine 2018 23 вересня 2018 року.[джерело?]
У 2018-2019 роках вийшли комікси про інших супергероїв Marvel: «Вражаючі Люди-Ікс: Життя Ікс», «Єнот Ракета», «Тор: Глава перша», «Доктор Стрендж: Прокляття», «Безсмертний Галк», «Месники», «Життя Капітана Марвел», «Дедпул: Том 2. Кінець терору» тощо.
У 2020 році видавництво призупинило видання щомісячних журналів та книжок у зв'язку з пандемією. Однак видавало збірки "Підлітки-мутанти Черепашки-ніндзя" Том 1, "Єнот Ракета. Переслідування", "Капітан Америка. Том 1. Зима в Америці" та "Чужі. Спасіння". Решту роботи видавництво фокусує на видання власних коміксів в електронному форматі. Також Фаеркло видає 13 томів манґи "Мої вітання Блек Джеку!" в електронному форматі.
У 2021 році "Фаеркло Україна" спільно видавництвом "Видавництво" публікують комікс "Дракула Брема Стокера" за ліцензією IDW Publishing[джерело?]. На Comic Con Ukraine 2020 Фаеркло представляє новинки: "Конан-варвар. Життя та смерть Конана" та 1й випуск синглів про Дедпула (серія 2018го року)[джерело?]. Також у 2021му виходять "Майлз Моралес: Найвеличніша Людина-Павук", "Візій. Трохи гірший за людину", сингли про Павуччо (випуски № 26 та 27) та 2й випуск синглів про Дедпула.